# Richard Burke, IV conde de Clanricarde
Richard Burke, IV conde de Clanricarde (también Richard de Burgh) (1572 – 12 de noviembre de 1635) fue un noble y político irlandés. Era hijo de Ulick Burke, III conde de Clanricarde y Honora Burke. Ordenado caballero en 1602 por su actuación al frente de la caballería inglesa durante la Batalla de Kinsale, sirvió más tarde como Gobernador de Connaught de 1604 a 1616, y como miembro del Consejo privado de Irlanda.  Tras establecerse como el mayor y más influyente propietario de Connacht, su vida posterior se caracterizó por animosidad entre él y un cada vez más hostil gobierno de Dublín.
Sirvió activamente a Isabel I contra los rebeldes  señoríos irlandeses y sus aliados españoles durante la guerra de los Nueve Años. Fue nombrado gobernador  de Connaught, miembro del consejo privado de Irlanda, y, en 1624, creado Vizconde Tunbridge y Barón de Somerhill, un señorío que poseía en Kent. Los títulos de Vizconde Galway y Conde de St. Albans le fueron conferidos en 1628.

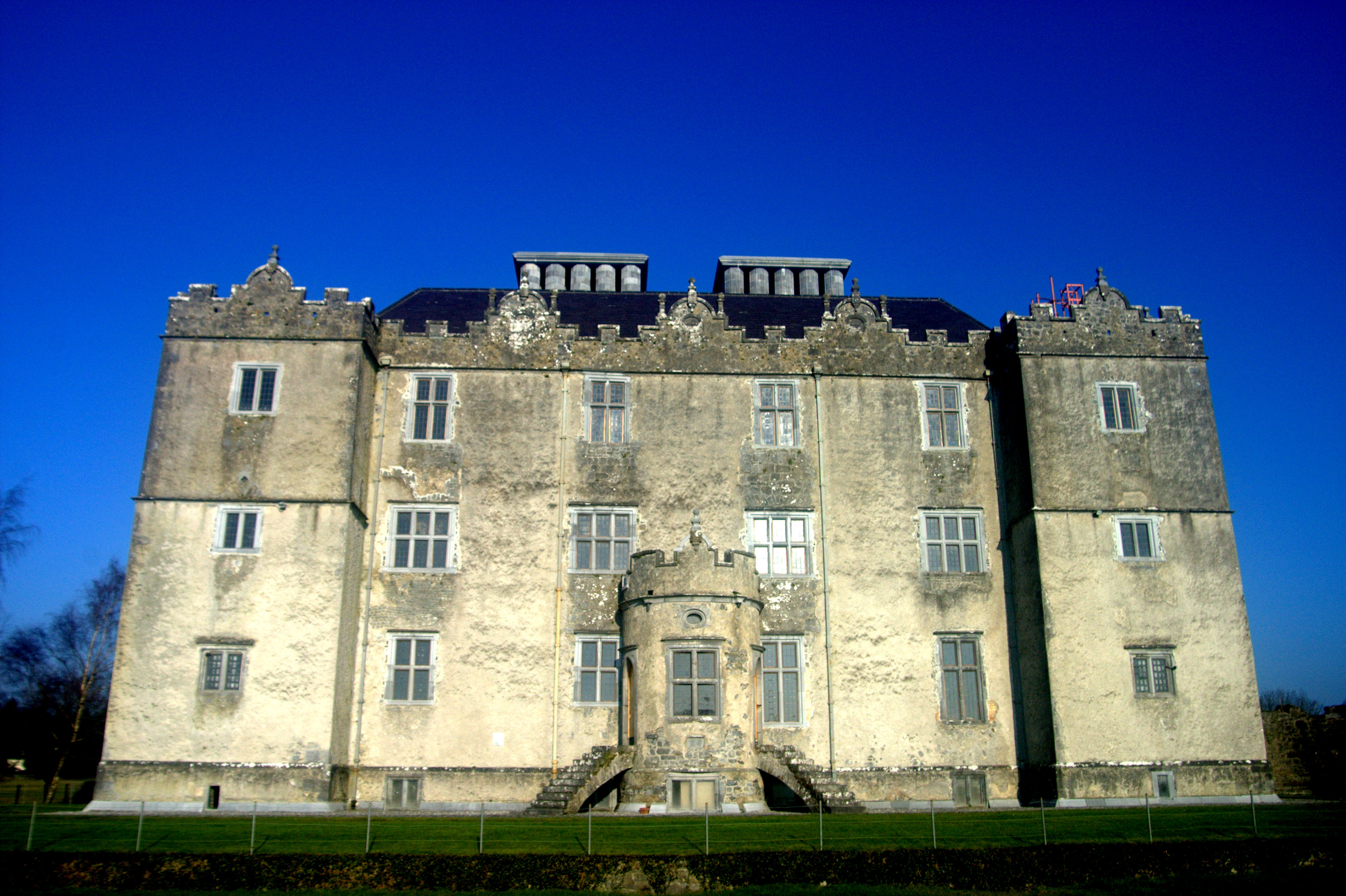
Portumna castle, ordenado construir por Richard Burke y completado en 1617.

En 1633 no era sólo uno de los principales terratenientes de Irlanda, sino virtualmente todopoderoso en el Condado Galway. Esto despertó el resentimiento del Gobierno de Dublín, que decidió intentar "encontrar" títulos defectuosos, para recuperar tierras en litigio para la Corona inglesa. Se dice que el tratamiento recibido por Clanricarde del Lord Diputado, Thomas Wentworth, aceleró su muerte en noviembre de 1635: Wentworth, no obstante, señaló la avanzada edad del Conde y preguntó sarcásticamente si iba a ser acusado por un hombre con más de sesenta años. El pleito, que fue continuado por el hijo y heredero de Clanricarde, fue a la larga muy dañino para Strafford, que aparentemente no reparo en las estrechas conexiones que Clanricarde, a través de su mujer, mantenía con las facciones de la nobleza inglesa más hostiles hacia él, los Rich-Devereux.
En 1603, Clanricarde se había casado con Frances Walsingham, viuda de Robert Devereux, II conde de Essex. Tuvieron un hijo, Ulick, y dos hijas, Honora, que casó con John Paulet, 5 Marqués de Winchester, y Mary, mujer de Edward Butler de Ballinahinch. Fue sucedido por su hijo y heredero, Ulick, como V conde de Clanricarde, casado en 1622 con Lady Anne Compton, hija única de William Compton, conde de Northampton.